# غل ملك (قلعة قاضي)
غل ملك (بالفارسية: گل ملک) هي قرية تقع في إيران في قسم قلعة قاضي الريفي. يقدر عدد سكانها بـ 577 نسمة بحسب إحصاء 2016.